# Gustave Jundt

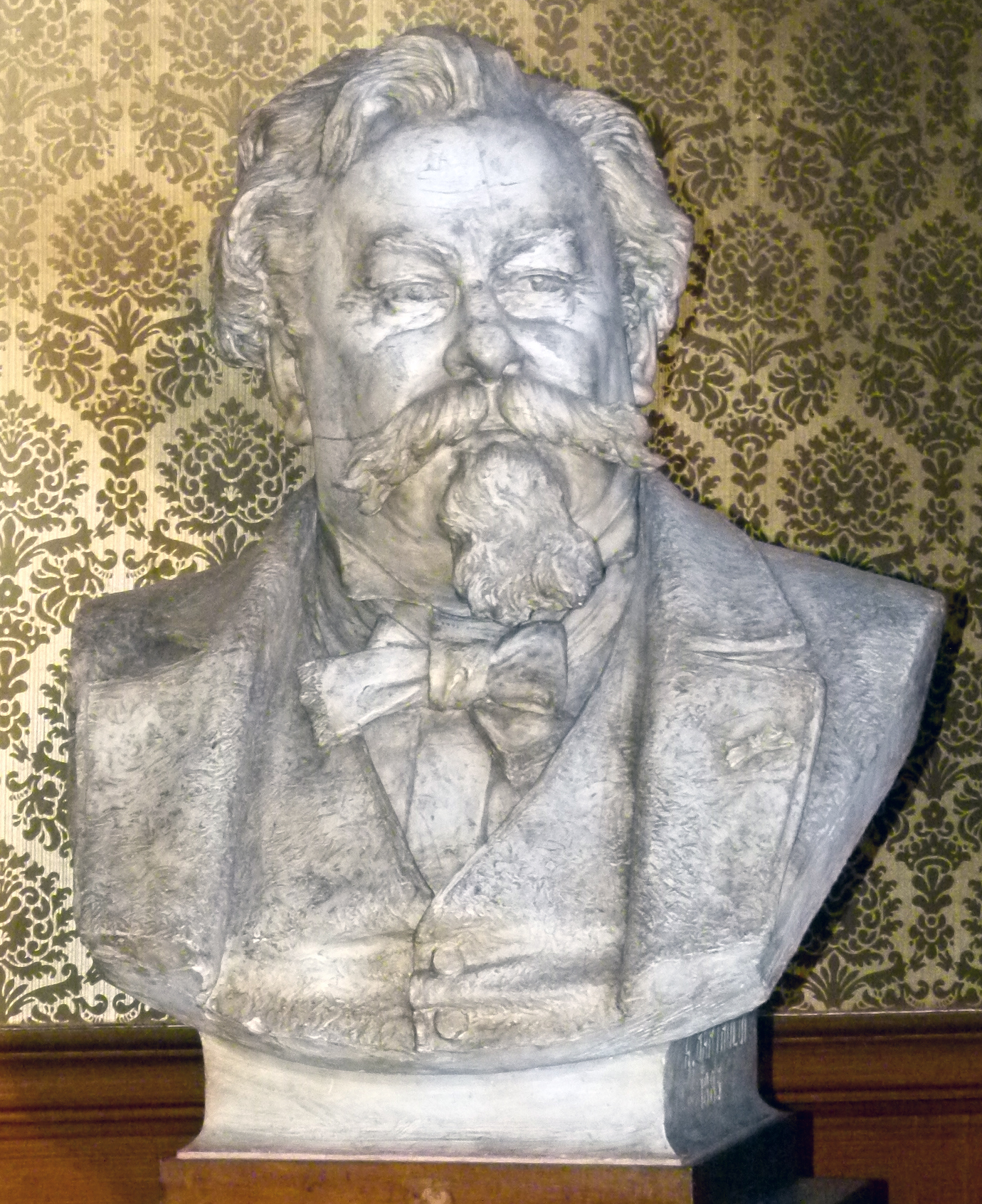
Büste von Gustave Jundt im Bartholdi-Museum in Colmar

Gustave Adolphe Jundt (* 21. Juni 1830 in Straßburg, Elsass; † 15. Mai 1884 in Paris) war ein französischer Landschafts- und Genremaler, Karikaturist, Graveur und Illustrator.

## Leben
Jundt entstammte mütterlicherseits der Straßburger Goldschmiedefamilie Kirstenstein. Er war der Sohn des Papierhändler Jean Jacques Jundt und dessen Frau Henriette Amélie (geborene Kirstenstein), einer Tochter des Goldschmiedehändlers Jacques Frédéric Kirstenstein und dessen Frau Susanne Barbe (geborene Kraemer). Er war zunächst ein Schüler des Malers Gabriel-Christophe Guérin (1790–1846) in seiner Heimatstadt und besuchte ab 1850 das École des beaux-arts in Paris bei Michel-Martin Drolling, François-Édouard Picot und Victor-François-Eloi Biennourry. Er debütierte im Jahr 1856 im Pariser Salon. Er beschickte die Ausstellungen des Salons von 1857 bis 1883 mit zumeist humoristischen Genrebildern mit Szenen aus dem Leben der Elsässer, Schwarzwälder und Tiroler Bauern. Er schuf zudem einige Landschaftsgemälde und Stillleben. Jundt bereiste Orte in der Bretagne, im Dauphiné, im Großherzogtum Baden und in Tirol. Als er  Nach dem Ende des Deutsch-Französischen Kriegs fertigte er mehrere satirische Zeichnungen zu Kaiser Wilhelm I. und zu Preußen und schuf Karikaturen für Zeitschriften, wie La Vie moderne oder Le Zig-Zag. Er illustrierte zudem teilweise selbst gefertigte Kinderbücher. In den Jahren 1868 und 1873 wurde er mit Medaillen belohnt und 1880 wurde ihm der Ritterorden der Ehrenlegion verliehen.
Der Künstler ruht auf dem Pariser Montparnasse-Friedhof. Das Grab schmückt eine von Auguste Bartholdi geschaffene Bronzebüste (1886).

## Werke (Auswahl)
- 1861: Der Erstgeborene. (Sittenbild aus Tirol)
- 1864: Ein Sonntag im Museum des Großherzogs (Pariser Weltausstellung 1867)
- 1865: Rückkehr vom Feste. (Wiener Weltausstellung 1873)
- Die Inseln des Rheins
- Die Amme im Walde
- Ein Waschplatz
- Der See von Brienz
- Seiltänzer
- Am Ufer des Baches
- 1871: Es lebe Frankreich! (Wiener Weltausstellung 1873)[3]
- 1873: Der Sonntagsmorgen (Pariser Weltausstellung 1878)
- 1880: Heumacherin

Buchillustrationen
- P.-J. Stahl: L’École buissonière et ses suites. 1881 (gallica.bnf.fr).
- Hans, fantaisie allégorique pour tous les âges, racontée à son petit neveu. Berger-Levrault, Paris [1882] (gallica.bnf.fr – für seinen Neffen René).
- Alphonse Daudet: Les cigognes – légende rhénane. Paris 1884 (gallica.bnf.fr).